# Pont-de-Sçay
Pont-de-Sçay est un hameau situé au confluent de l'Ourthe et de l'Amblève, dans la province de Liège, en Belgique. Administrativement il fait partie de la commune de Comblain-au-Pont (Région wallonne de Belgique). Avant la redéfinition administrative des communes (1977), Pont-de-Sçay faisait déjà partie de la commune de Comblain-au-Pont.

## Description
Situé exactement au confluent des vallées de l'Amblève et de l'Ourthe ainsi qu'au carrefour des routes nationales (N654 et N633) qui suivent ces deux vallées, le hameau s'est développé à partir de 1866, année de la création de la ligne ferroviaire 43 et de la gare de Comblain-au-Pont située au Pont-de-Sçay et aujourd'hui fermée.
Il s'étire s'étire principalement le long de la rue d'Aywaille (N633) qui est parallèle à la rive gauche de l'Amblève (habitations le long de la ligne droite longue d'environ 1 000 m). La rue de Liotte est l'autre voie importante de l'agglomération. Passant sur le 'pont de Liotte', dernier pont routier sur l'Amblève, elle conduit à Liotte (et son ancienne gare), hameau qui dépend de la commune de Sprimont. Pont-de-Sçay se trouve aussi au pied de la côte d'Oneux qui passe de l'altitude 100 à l'altitude 299 à Hoyemont. Quant au pont de Sçay à proprement parler, il franchit l'Ourthe juste avant son confluent avec l'Amblève.

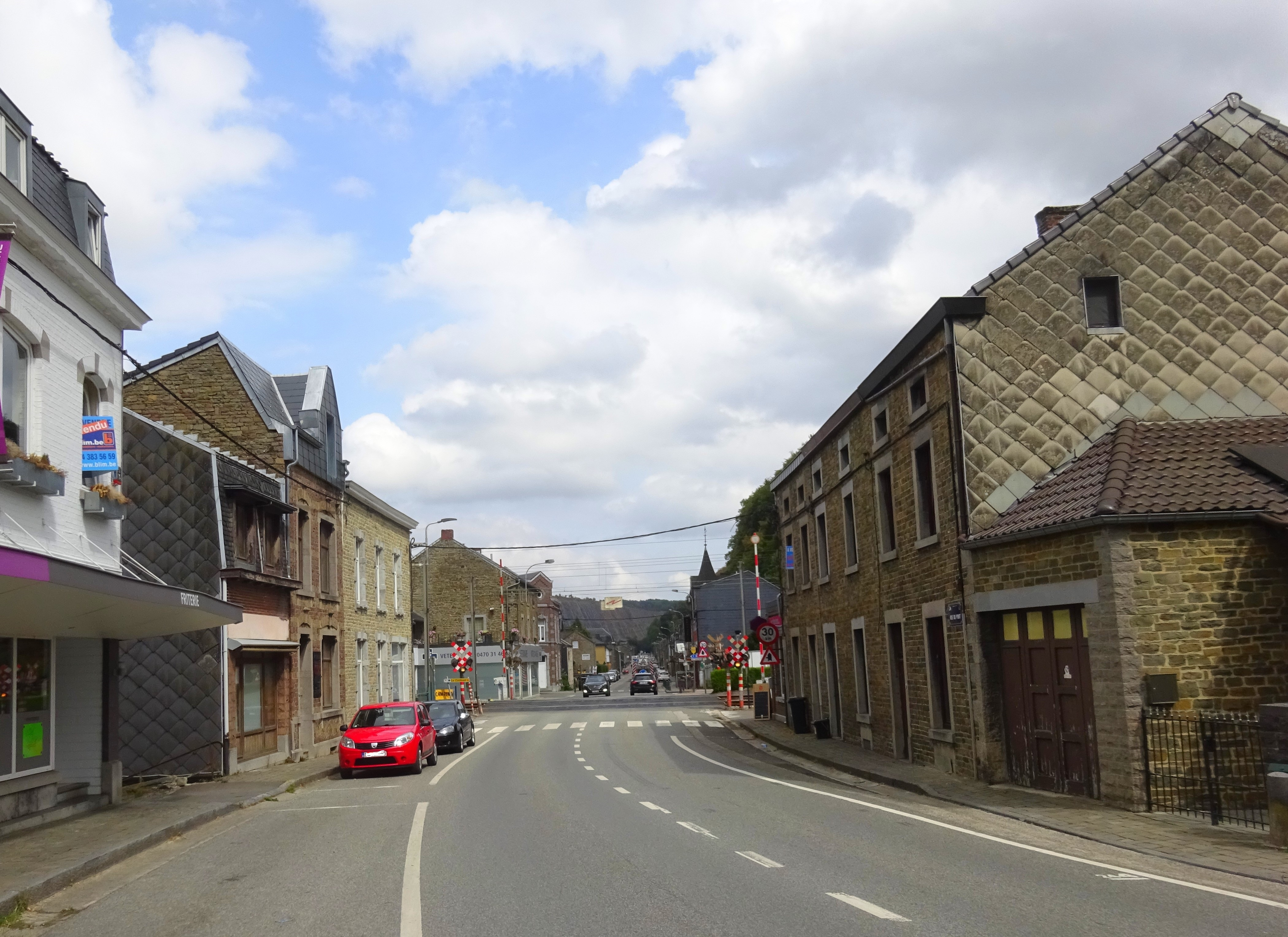
Rue principale du hameau de Pont-de-Scay

## Patrimoine
- La situation particulière du hameau, exactement au confluent des deux rivières ardennaises Ourthe et Amblève, lui donne un caractère touristique important.  Un camping se trouve entre l'Ourthe et l'Amblève jusqu'à leur confluent. Plusieurs commerces sont actifs dans la localité.
- Une chapelle bâtie en grès se trouve au centre du village.
- La piste  RAVeL 5 traverse le hameau.
- Le sentier GR 571 entame son parcours à l'ancienne gare de Comblain-au-Pont. Il escalade la réserve domaniale des Tartines (rochers) avant de traverser le village d'Oneux.
- L'ancienne gare de Comblain-au-Pont se trouve en fait à Pont-de-Sçay.